# Brachythele incerta
Brachythele incerta Ausserer, 1871 è un ragno appartenente alla famiglia Nemesiidae.

## Caratteristiche
Il cefalotorace è di forma ovale piuttosto oblunga, con una larga pars cephalica.
La lunghezza totale è di 12 mm; il cefalotorace con i cheliceri misura 6,5 mm.

## Distribuzione
La specie è stata reperita sull'isola di Cipro

## Tassonomia
Al 2013 non sono note sottospecie e dal 1871 non sono stati esaminati nuovi esemplari.